# Tribunal pour enfants (France)
En droit français, le tribunal pour enfants est une formation du tribunal judiciaire, qui juge les mineurs au moment des faits à huis clos, pour des contraventions de cinquième classe (violences ou blessures légères…) ou des délits (vols, violences graves…) et les crimes (meurtres, viols…). Toutefois, s'agissant des crimes, les mineurs âgés de plus de 16 ans relèvent de la cour d'assises des mineurs.

## Historique

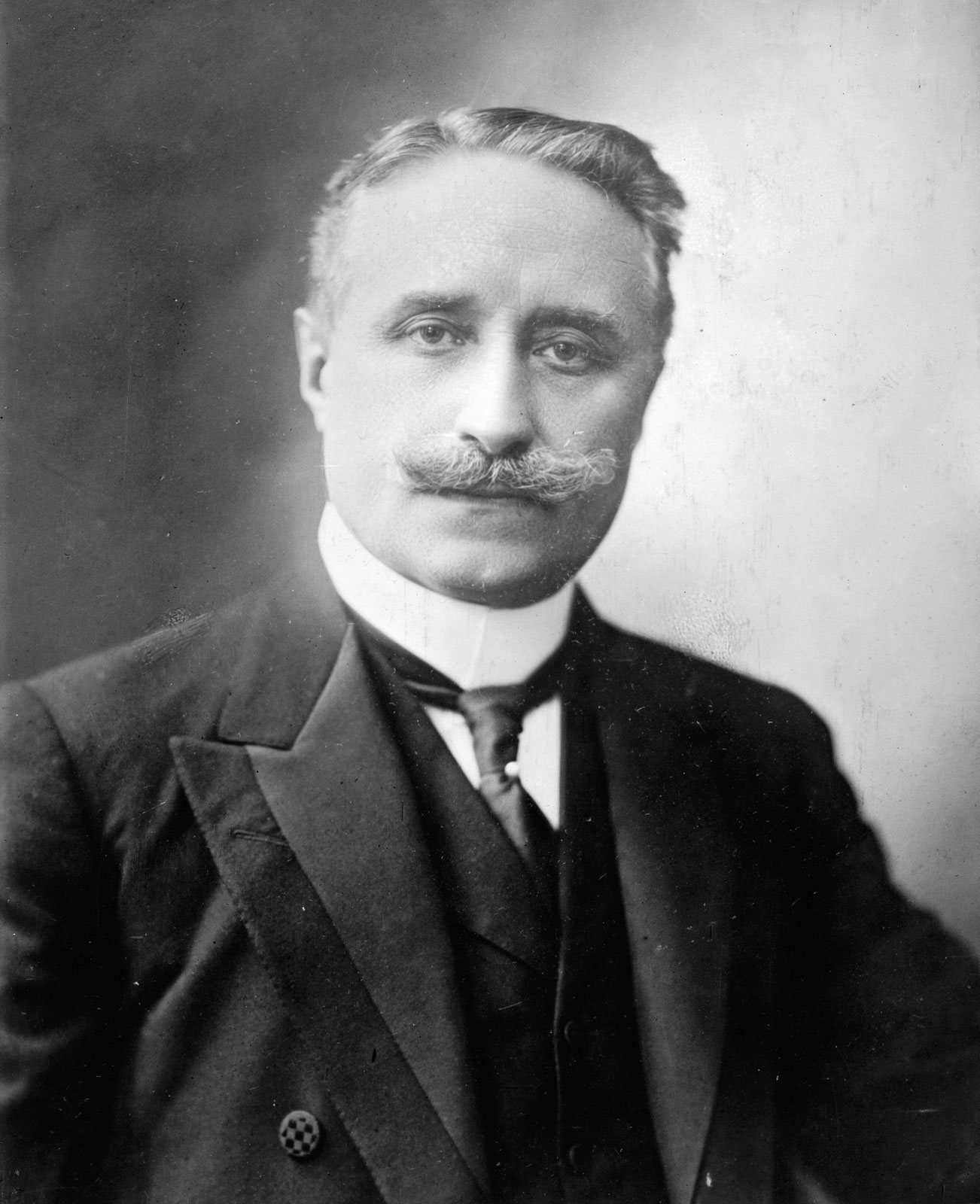
Le député Paul Deschanel, à l'origine en 1909 d'une proposition de loi visant à créer des tribunaux spéciaux pour enfants.

Estimant que les mineurs n’ont pas à être jugés de la même façon que les « adultes pervertis », Paul Deschanel, député et futur président de la République, dépose le 22 mars 1909 une proposition de loi relative à la création de tribunaux spéciaux pour enfants. Il y met l’accent sur la liberté surveillée — les enfants ayant selon lui vocation à rester dans leur famille —, retient la tradition française de pluralité des juges (contrairement au principe de juge unique des États-Unis) et la limitation de la publicité des audiences. Si son texte est profondément modifié en commission et adopté par la Chambre des députés sans discussion le 31 mars 1910, ses principaux points sont repris par Ferdinand Dreyfus au Sénat et seront intégrés à la loi fondatrice de 1912,,.
Le 13 mars 1911, l'administration pénitentiaire quitte le ministère de l'Intérieur pour être rattachée au ministère de la Justice. La loi du 22 juillet 1912 organise officiellement ce passage ainsi que les nouvelles dispositions concernant la répression des délits de l'enfance et la prévention des jeunes délinquants. Mais les magistrats n'ont pas attendu pour prendre conscience des problèmes quotidiennement rencontrés dans la défense et la sauvegarde des enfants traduits en Justice. Un mouvement, qui trouve son origine dans les palais de justice entre 1878-1880, s'est traduit par une longue évolution durant laquelle, en moins de 30 ans, s'est élaborée la conception actuelle de l'enfance en danger.

## Fonctionnement
Le tribunal pour enfants est composé d'un juge des enfants et de deux juges assesseurs non professionnels, désignés par le Garde des Sceaux.
Ils sont issus de la société civile et nommés pour quatre ans (article R. 251-6 du Code de l'organisation judiciaire). Le délibéré donne une voix égale à chacun pour le prononcé de la peine. Le ministère public est représenté par un magistrat du parquet spécialisé dans les affaires des mineurs. Un greffier est également présent.
En application du code de la justice pénale des mineurs le tribunal pour enfants peut :
- décider de mesures éducatives ou non : placement, éloignement ;
- prononcer une peine à l'encontre des mineurs de plus de treize ans :
  - emprisonnement,
  - mesures substitutives à l'incarcération : le travail d'intérêt général (après accord de l'accusé), s'il a plus de 16 ans,
  - mesures de réparation, assorties de suivis psychologiques et ou de soins.

Les parents, s'ils sont déclarés civilement responsables, peuvent avoir à régler avec leur enfant des dommages et intérêts à la partie civile, en revanche, le mineur est seul condamné à verser les amendes éventuelles.
Il existe 154 tribunaux pour enfants.
Le tribunal pour enfant est également chargé de la protection des enfants. Il peut ordonner un placement dans une famille d'accueil et organiser les visites auprès des parents.
L'article 19 de la loi du 22 juillet 1912 sur les tribunaux pour enfants et adolescents prévoit que « le jugement publié ne peut comporter le nom du mineur », et le compte rendu du procès est interdit alors même que la presse peut assister à l’audience.
Cet article indique que « la publication du compte rendu des débats des tribunaux pour enfants et adolescents est interdite. Il en est de même de la reproduction de tout portrait des mineurs poursuivis, de toute illustration les concernant ou concernant les actes à eux imputés ».
L'interdiction de publier le nom de la personne condamnée est reprise par l'article 14 de l'ordonnance du 2 février 1945 : le jugement peut être rendu public mais sans le nom ni même les initiales de la personne condamnée.
Il faut en moyenne vingt et un mois de délai avant le jugement.